# Cryptops troglobius
Cryptops troglobius är en mångfotingart som beskrevs av Matic Negrea och Fundora Martinez 1977. Cryptops troglobius ingår i släktet Cryptops och familjen Cryptopidae.
Artens utbredningsområde är Kuba. Inga underarter finns listade i Catalogue of Life.